# Уряд Республіки Башкортостан
Уряд Республіки Башкортостан (башк. Башҡортостан Республикаһы Хөкүмәте) — вищий орган виконавчої влади Башкортостану. Головою уряду є найвища посадова особа Республіки Башкортостан — Голова Башкортостану (стаття 91 Конституції Республіки Башкортостан).

## Історія

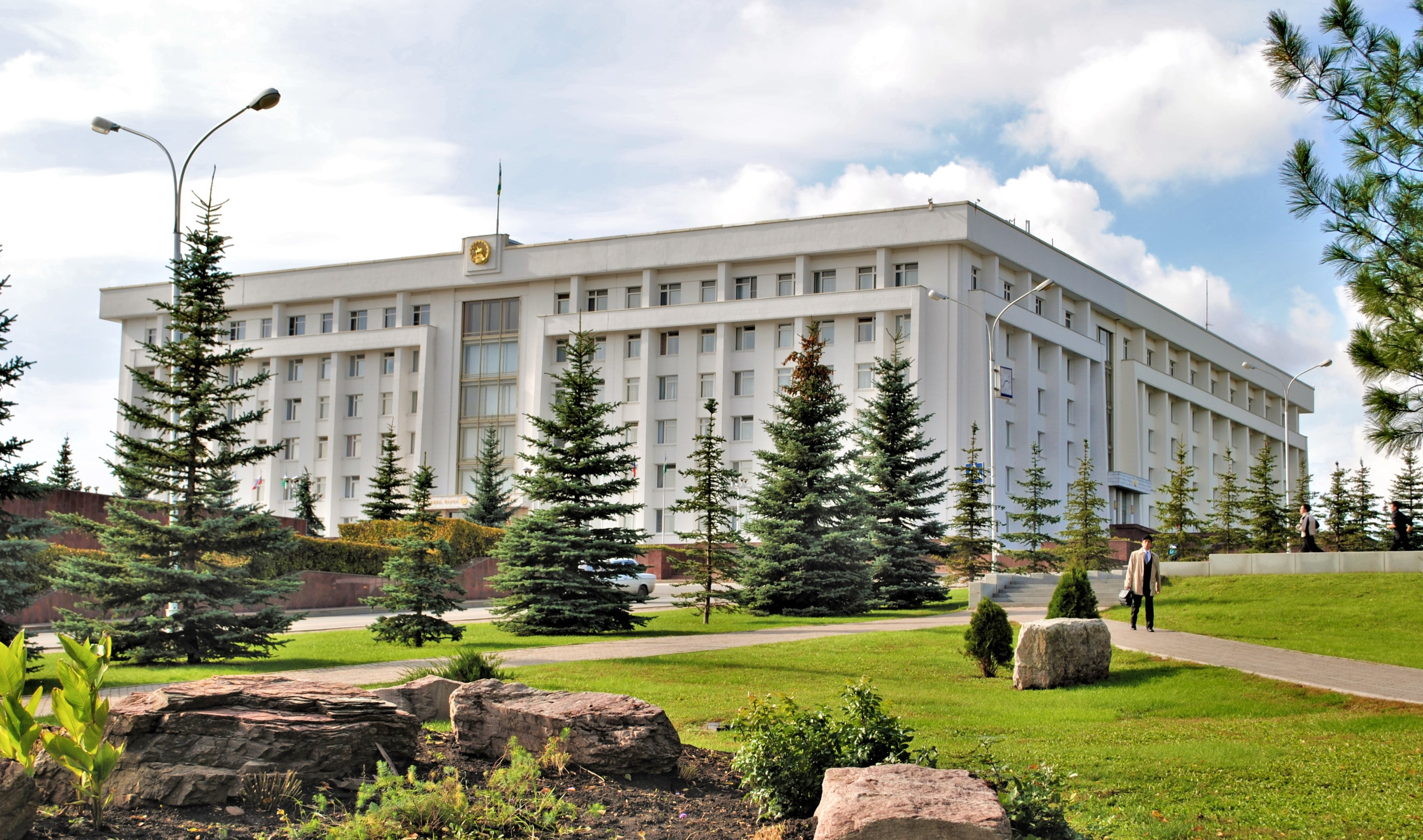
Будинок уряду Республіки Башкортостан

Попередниками є: Башкирський уряд (з 1917 року), Башревком (з 1919), Рада народних комісарів Башкирської АРСР (з 1920), Рада Міністрів БАССР (з 1946), Рада міністрів Башкирської РСР (з 1990). 
1992 року Рада Міністрів Башкирської РСР була перетворена на Раду міністрів Республіки Башкортостан, а в 1993 році на Кабінет міністрів Республіки Башкортостан. 
З 2002 року Кабінет міністрів отримав нову назву — Уряд Республіки Башкортостан.

## Голови Башкортостану
- Міргазямов Марат Парісович (1986-1992)
- Копсов Анатолій Якович (листопад 1992 - липень 1994)
- Бакієв Рім Сагітович (липень 1994 - 12 грудня 1999)
- Байдавлетов Рафаель Ібрагімович (12 січня 1999 - 10 квітня 2008)
- Сарбаєв Раїль Саліхович (10 квітня 2008 - 20 липня 2010)
- Хамітов Рустем Закієвич (20 липня 2010 - 19 травня 2011)
- Ілімбетов Азамат Фаттахович (19 травня 2011 - 6 серпня 2012)
- Хамітов Рустем Закієвич (6 серпня 2012 - 26 листопада 2015 року)
- Марданов Рустем Хабібович (26 листопада 2015 - 3 грудня 2018)
- Хабіров Радій Фарітович (з 3 грудня 2018)

## Склад Уряду Республіки Башкортостан
Голова Башкортостану керує діяльністю Уряду Республіки Башкортостан і його членів. 
До складу Уряду Республіки Башкортостан входять десять заступників Голови Республіки Башкортостан, в тому числі два перших заступники. 

## Повноваження
Уряд Республіки Башкортостан:
1. Здійснює в межах своїх повноважень керівництво органами виконавчої влади Республіки Башкортостан;
2. Розробляє і реалізує програми соціально-економічного та національно-культурного розвитку Республіки Башкортостан;
3. Розробляє і виконує республіканський бюджет;
4. Здійснює заходи щодо забезпечення комплексного соціально-економічного розвитку Республіки Башкортостан, проведення єдиної державної політики в області фінансів, науки, освіти, охорони здоров'я, соціального забезпечення та охорони навколишнього середовища;
5. Вживає, відповідно до законодавства, заходів щодо реалізації, забезпечення та захисту прав і свобод людини і громадянина, охорони громадського порядку та боротьби зі злочинністю;
6. Управляє і розпоряджається власністю Республіки Башкортостан, а також федеральною власністю, переданою під управління Республіки Башкортостан;
7. Укладає з федеральними органами виконавчої влади договори про розмежування юрисдикцій і повноважень, а також угоди про взаємну передачу здійснення частини своїх повноважень;
8. Здійснює інші повноваження, передбачені Конституцією і законами Республіки Башкортостан, угодами з федеральними органами виконавчої влади, передбаченими статтею 78 Конституції Російської Федерації.

## Центральні виконавчі та інші державні органи

### Міністерства
1. Міністерство житлово-комунального господарства
2. Міністерство охорони здоров'я
3. Міністерство земельних і майнових відносин
4. Міністерство культури
5. Міністерство лісового господарства
6. Міністерство молодіжної політики і спорту
7. Міністерство освіти і науки
8. Міністерство природокористування та екології
9. Міністерство промисловості та енергетики
10. Міністерство сільського господарства
11. Міністерство сім'ї, праці та соціального захисту населення
12. Міністерство фінансів Республіки Башкортостан
13. Міністерство цифрового розвитку державного управління
14. Міністерство економічного розвитку та інвестиційної політики

### Державні комітети Республіки Башкортостан
1. Державний комітет із зовнішньоекономічних зв'язків
2. Державний комітет у справах юстиції
3. Державний комітет із житлового і будівельного нагляду
4. Державний комітет з політики конкуренції
5. Державний комітет з підприємництва
6. Державний комітет з будівництва та архітектури
7. Державний комітет з тарифів
8. Державний комітет з торгівлі та захисту прав споживачів
9. Державний комітет з транспорту та дорожнього господарства
10. Державний комітет з туризму
11. Державний комітет з надзвичайних ситуацій

### Відомства
1. Агентство з преси та засобів масової інформації
2. Управління ветеринарії
3. Управління з державної охорони об'єктів культурної спадщини
4. Управління у справах архівів
5. Управління з контролю та нагляду в сфері освіти
6. Державна інспекція з нагляду за технічним станом самохідних машин та інших видів техніки